# Nova Iguaçu
Nova Iguaçu est une ville du Brésil, située dans l'État de Rio de Janeiro de la région Sud-Est.

## Situation
La ville fait partie de la Baixada Fluminense, petite région historique immédiatement au nord de Rio de Janeiro ; la ville est d'ailleurs limitrophe de Rio. Malgré sa position très urbaine, un tiers du territoire est couvert par la forêt. Elle est arrosée par des petits fleuves côtiers dont l'Iguaçu, et affluents tributaires de la baie de Guanabara et celle de Sepetiba.

## Histoire
Le site était occupé par les Amérindiens avant l'arrivée de colons portugais. Ces amérindiens s'allièrent aux colons français venus dans la baie de Rio pour une tentative d'établissement au Brésil au XVIe siècle. Les Portugais victorieux (les amérindiens furent exterminés), l'endroit devint une ville prospérant sur le chemin d'exportation de l'or du Minas Gerais. La culture de la canne à sucre permettra un essor encore plus important, qui fut fortement contrarié par l'arrivée du chemin de fer qui choisit un autre tracé. La culture de l'orange ne suffit pas à pallier ce déclin.

## Organisation territoriale
Nova Iguaçu est administrativement divisée en 5 Setores de Planejamento Integrado ("Secteurs de planification intégrée"), 9 districts appelés Unidades Regionais de Governo ("Unités gouvernementales régionales") et 68 bairros (quartiers).
| Setor de Planejamento Integrado (SPI)    | Unidade Regional de Governo (URG) |
| ---------------------------------------- | --- |
| Setor de Planejamento Integrado Centro   | Unidade Regional de Governo Centro (URG I), Unidade Regional de Governo da Posse (URG II) et Unidade Regional de Governo de Comendador Soares (URG III) |
| Setor de Planejamento Integrado Sudoeste | Unidade Regional de Governo de Cabuçu (URG IV) et Unidade Regional de Governo do KM 32 (URG V)                                                          |
| Setor de Planejamento Integrado Noroeste | Unidade Regional de Governo de Austin (URG VI) |
| Setor de Planejamento Integrado Nordeste | Unidade Regional de Governo de Vila de Cava (URG VII) et Unidade Regional de Governo de Miguel Couto (URG VIII)                                         |
| Setor de Planejamento Integrado Norte    | Unidade Regional de Governo de Tinguá (URG IX) |

| URG Centro (URG I) |
| ------------------ |
| Bairro da Luz      |
| Califórnia         |
| Caonze             |
| Centro             |
| Chacrinha          |
| Engenho Pequeno    |
| Jardim Iguaçu      |
| Jardim Tropical    |
| Moquetá            |
| Prata              |
| Rancho Novo        |
| Santa Eugênia      |
| Viga               |
| Vila Nova          |
| Vila Operária      |

| URG Posse (URG II) |
| ------------------ |
| Ambaí              |
| Bairro Botafogo    |
| Carmary            |
| Cerâmica           |
| Kennedy            |
| Nova América       |
| Parque Flora       |
| Ponto Chic         |
| Posse              |
| Três Corações      |

| URG Comendador Soares (URG III) |
| ------------------------------- |
| Comendador Soares               |
| Danon                           |
| Jardim Alvorada                 |
| Jardim Nova Era                 |
| Jardim Palmares                 |
| Jardim Pernambuco               |
| Ouro Verde                      |
| Rosa dos Ventos                 |

| URG Cabuçu (URG IV) |
| ------------------- |
| Cabuçu              |
| Campo Alegre        |
| Ipiranga            |
| Lagoinha            |
| Marapicu            |
| Palhada             |
| Valverde            |

| URG KM 32 (URG V) |
| ----------------- |
| Jardim Guandu     |
| KM 32             |
| Paraíso           |
| Prados Verdes     |

| URG Austin (URG VI) |
| ------------------- |
| Austin              |
| Cacuia              |
| Carlos Sampaio      |
| Inconfidência       |
| Riachão             |
| Rodilândia          |
| Tinguazinho         |
| Vila Guimarães      |

| URG Vila de Cava (URG VII) |
| -------------------------- |
| Corumbá                    |
| Figueiras                  |
| Iguaçu Velho               |
| Rancho Fundo               |
| Santa Rita                 |
| Vila de Cava               |

| URG Miguel Couto (URG VIII) |
| --------------------------- |
| Boa Esperança               |
| Geneciano                   |
| Grama                       |
| Miguel Couto                |
| Parque Ambaí                |

| URG Tinguá (URG IX) |
| ------------------- |
| Adrianópolis        |
| Jaceruba            |
| Montevidéu          |
| Rio d'Ouro          |
| Tinguá              |

## Économie.
Dans la ville de Nova Iguaçu, les secteurs économiques qui se sont distingués en 2022 ont été le commerce de détail (24 460), l'administration publique, la défense, la sécurité sociale (15 649) et l'éducation (7 726).    

## Maires
Rogerio Martins Lisboa, 54 ans, avocat, a été élu maire de Nova Iguaçu en 2016, avec 63,91 % des voix, et réélu en 2020, avec 62,10 %. Rogerio est né et a grandi à Nova Iguaçu, où il vit encore aujourd'hui avec sa femme. Il a été élu conseiller municipal de Nova Iguaçu à trois reprises, entre 1992 et 2006. En tant que secrétaire de l'Industrie, du Commerce et des Travaux publics de cette municipalité, entre 2005 et 2006, il a contribué à la mise en œuvre du Programme d'accélération de la croissance (PAC), apportant de l'asphalte et des produits de base. 

## Démographie
- Population : 767 505 hab. (recensement de 2010)[5]. Elle est en 2024 de 806177 hab.[6]